# Can Yaman
Can Yaman (* 8. November 1989 in Istanbul) ist ein türkischer Schauspieler türkisch-albanischer Herkunft.

## Biografie
Yaman wurde am 8. November 1989 in Istanbul geboren. Sein Großvater väterlicherseits stammt aus Kosovo und seine Großmutter väterlicherseits ist eine Albanerin aus Nordmazedonien. Er ist der Neffe des Fußballtrainers Fuat Yaman.
Yaman besuchte das Liceo Italiano. Anschließend studierte er an der Yeditepe Üniversitesi. Sein Debüt gab er 2014 in der Fernsehserie Gönül İşleri. In den Jahren 2015 bis 2016 spielte er in İnadına Aşk  die Hauptrolle. Außerdem spielte er 2016 in Hangimiz Sevmedik mit.
Zwischen 2018 und 2019 war Yaman in Erkenci Kuş zu sehen. 2020 wurde er für die Serie Bay Yanlış gecastet. Unter anderem setzte er 2023 seine Karriere in El Turco fort.

## Filmografie
- 2014: Gönül İşleri
- 2015–2016: İnadına Aşk
- 2016–2017: Hangimiz Sevmedik
- 2017: Dolunay
- 2018–2019: Erkenci Kuş
- 2020: Bay Yanlış
- 2021: Che Dio ci aiuti
- 2022–2023: Viola come il mare
- 2024: El Turco
- 2024: Sandokan

## Belege
1. ↑  Herkunft
2. ↑  Can Yaman NTV Bayram Özel Reporpajı. (türkisch).
3. ↑  Can Yaman Kimdir ? – Can Yaman Hayatı ve Biyografisi. Haberler.com, abgerufen am 14. Dezember 2019.
4. ↑  Rol arkadaşına bardak fırlatan Can Yaman'a ceza. In: T24. 29. März 2019, abgerufen am 13. Dezember 2023.
5. ↑  Haley: Can Yaman and Özge Gürel to reunite in “Bay Yanlış”. In: dizilah.com. Abgerufen am 13. Dezember 2023 (englisch).

| Personendaten    | Personendaten           |
| ---------------- | ----------------------- |
| NAME             | Yaman, Can              |
| KURZBESCHREIBUNG | türkischer Schauspieler |
| GEBURTSDATUM     | 8. November 1989        |
| GEBURTSORT       | Istanbul, Türkei        |